# Michel Meyer (kanovaarder)
Michel Pierre Philippe Meyer  (Parijs, 3 december 1936) was een Frans kanovaarder.

## Levensloop
Meyer was actief in de jaren 50 en jaren 60 van de 20e eeuw. Hij nam deel aan de Olympische Spelen van 1956 te Melbourne, waar hij samen met Maurice Graffen uitkwam in de disciplines K2 1000 m en K2 10.000 m. In 1958 nam hij in de K1 10.000 m deel aan de wereldkampioenschappen in Praag. Twee jaar later nam hij ook deel aan de Olympische Spelen van 1960 te Rome in de discipline K1 1000 meter.

## Uitslagen

### K1 1000 m
- 1960: 20e OS (uitgeschakeld in de herkansingen) - 4.24,93

### K1 10.000 m
- 1958: 17e WK - 50.57,0

### K2 1000 m
- 1956: 5e OS - 3.58,3

### K2 10.000 m
- 1956: 9e OS (uitgeschakeld in de herkansingen) - 47.12,8